# Pterocladiella
Pterocladiella B.Santelices & Hommersand, 1997 é um género de macroalgas marinhas pertencentes ao filo Rhodophyta (algas vermelhas). O género inclui cerca de 20 espécies.